# 厚叶溲疏
厚叶溲疏（学名：Deutzia crassifolia），为虎耳草科溲疏属下的一个植物种。